# Baron Ailwyn
Baron Ailwyn, of Honingham in the County of Norfolk, war ein erblicher britischer Adelstitel in der Peerage of the United Kingdom.

## Verleihung und Erlöschen
Der Titel wurde am 1. Juli 1921 für den ehemaligen konservativen Unterhausabgeordneten Sir Ailwyn Fellowes geschaffen.
Der Titel erlosch beim kinderlosen Tod seines jüngsten Sohnes, des 4. Barons, am 27. September 1988.

## Liste der Barone Ailwyn (1921)
- Ailwyn Fellowes, 1. Baron Ailwyn (1855–1924)
- Ronald Fellowes, 2. Baron Ailwyn (1886–1936)
- Eric Fellowes, 3. Baron Ailwyn (1887–1976)
- Carol Fellowes, 4. Baron Ailwyn (1896–1988)